# Малая кукушка
Ма́лая куку́шка (лат. Cuculus poliocephalus) — птица из рода кукушек семейства кукушковых, обитает на обширной территории в Азии, в том числе и на территории Южного Приморья России, где птица гнездится. Питается разными видами насекомых. Малая кукушка — типичный гнездовой паразит, её птенцов растят различные представители певчих птиц.

## Описание

### Внешний вид
Среди кукушек Приморья малая кукушка — самая мелкая. Масса её тела — менее 60 г, и выглядит она чуть крупнее скворца, за счёт более длинных крыльев и хвоста. Длина крыла 160–170 мм. В окраске преобладают серые цвета. Крылья и хвост тёмные с белыми пятнами. Брюшко и грудь с широкими чёрными полосами, белых перьев на сгибе крыла нет. Молодые птицы желтоватые с белыми пятнами на затылке. Своеобразный «ныряющий» полёт малой кукушки заметно отличается от полёта других видов кукушек.

### Голос
Чаще всего удаётся услышать самца, самки же ведут более скрытый образ жизни и редко можно их увидеть или слышать голоса́. Крики самцов начинают раздаваться с первых дней прилёта и продолжаются до конца июля. Громкую, но монотонную песню, которую можно передать как «тьють… тьють-тьють-тью… тью-тью-тью-тью-тью-тьють…», самец издаёт как в полёте, так и на высоком дереве или проводе ЛЭП. У самок звонкий, но негромкий голос с очень быстрым чередованием слогов, вроде «фпить-фпить-фпить-фпить-фпить». Песня состоит из нескольких слогов (обычно пяти), причём четвёртый слог выше других, а пятый — ниже.

### Схожие виды
По целому ряду биологических особенностей к ней близка глухая кукушка. Малую кукушку проще всего отличить по её размерам — она в полтора-два раза мельче других представителей рода.

## Распространение

### Места обитания
Малая кукушка широко распространена в Азии от Гималаев до островов Тихого океана. Северо-восточная граница гнездовой части её ареала проходит по Южному Приморью России и южной окраине острова Хоккайдо.
На территорию России птица прилетает, чтобы гнездится. Её можно встретить в разных южных районах Приморского края, где она широко распространена. В Южном Приморье малая кукушка населяет светлые смешанного типа леса, покрывающие склоны сопок. Предпочтение отдаёт дубовым лесам с примесью клёна, липы, граба, берёзы, бархата, но может поселиться и в зарослях кустарника и на лесной поляне.
Малая кукушка обитает в долине среднего течения реки Синтухи, в долинах рек Цимухе и Пачихеза (бассейн реки Суйфун), в районе озера Хасан и на территории заповедника Кедровая Падь, где и проводились многие наблюдения за ней. Кукушку можно встретить во Владивостоке и городе Артёме, на островах Путятина и Попова, в заливе Петра Великого.

### Миграция
Малая кукушка покидает гнездовые территории в августе-сентябре и улетает на зимовку в Шри-Ланку и Восточную Африку.

## Размножение

### Поведение в брачный период
Малые кукушки начинают покидать места зимовок в мае, перелетая поодиночке или небольшими стайками, которые чаще наблюдаются к концу месяца. Мелодичную трель самцов можно услышать с первого дня их прилёта, причём молодые самцы начинают токовую песню ещё при подлёте к месту гнездования. Криками они обозначают свою территорию и привлекают самок, и поэтому их голоса наиболее слышны на границе участка или если рядом появилась самка. Наиболее активно самцы кукуют в июне. Их песни продолжаются весь день, чередуюсь с небольшими перерывами. Птицы нередко не смолкают ни в жаркую, ни в дождливую погоду. Начиная с середины июня птицы кукуют только в светлое время, чаще утром или в полдень, реже — вечером. Во время кукования самец сидит на ветке высокого дерева или же перелетает с одного дерева на другое, обычно не прерывая песню. Перемещение самца зависит от перемещения самки, которая, как правило, не сразу выбирает гнездовой участок. Если самка перелетает на территорию другого самца, то первый самец подолгу кукует на границе своей территории.
Малые кукушки не образуют пар, для них характерна полигиния — на одного самца приходится от одной до четырёх самок.

### Поиск гнезда и откладка яиц
В период размножения самка малой кукушки ведёт постоянные наблюдения за одним-двумя поселениями птиц, которые могут стать воспитателями её птенцов. Кукушка проверяет несколько гнёзд (2–7), чтобы не пропустить момент кладки яиц этими птицами. Видами-воспитателями малой кукушки являются разные виды пеночек, камышовок, синиц и чеканов. На территории России птенцов малой кукушки воспитывают: короткокрылая камышовка и бурая сутора, в Гималаях — зеленокрылая пеночка, на Японских островах — белобрюхий дрозд, седоголовая овсянка, крапивник, урагус, светлоголовая пеночка и некоторые другие виды.
Кукушка подкладывает своё яйцо в законченную или малонасиженную (1–4 дня) кладку, при этом из гнезда хозяина она уносит (и возможно съедает) одно яйцо, производя подмену. Есть также зафиксированный случай, когда кукушка унесла два яйца камышовки, подложив в пустое гнездо одно яйцо, и ещё один случай, когда две кукушки подложили по одному яйцу в одно гнездо камышовки.  По мнению учёных, кукушка сносит яйцо прямо в гнезде птицы-воспитателя, что подтверждают некоторые случаи частичного разрушения гнёзд хозяев. По материалам В. А. Нечаева и наблюдениям Н. Н. Балацкого и Г. Н. Бачурина, откладка яиц в Южном Приморье происходит в течение 21 суток в июне, на других же территориях — начиная с мая. За репродуктивный сезон самка кукушки откладывает в гнёзда воспитателя 1–2 яйца.
Размер яйца малой кукушки составляет от 20 до 22 мм в длину и от 15 до 17 мм в диаметре, со средними значениями 21,2 х 16,2 мм. Масса скорлупы — 140–170 мг, в среднем — 0,161, толщина скорлупы — около 0,07 мм. Форма яйца эллипсоидная с примерно одинаковыми закруглениями на обоих полюсах. Цвет скорлупы яиц найденных в Южном Приморье варьирует от светлого глинисто-розового до розовато-коричневого и более тёмного коричнево-розового и похож на цвет яиц короткокрылой камышовки, являющейся главным воспитателем малой кукушки в данном регионе, что говорит о хорошо развитой мимикрии. Иногда на скорлупе могут быть тёмные крапинки, учащающиеся ближе к тупому концу яйца и образующие там венчик. Скорлупа может быть и чисто-белой, что позволяет малой кукушке паразитировать в гнёздах птиц, откладывающих белые яйца — таких, как зеленокрылая пеночка.

### Птенцы
Инкубационный период малой кукушки короче, чем у птиц-воспитателей, что позволяет кукушонку появиться на свет раньше, чем другим птенцам. Обычно кукушонок вылупляется на 1–2 дня раньше или, в более редких случаях, вместе с птенцами хозяев.
Однодневный птенец — голый, без пухового покрова, с кожей розово-серого цвета. Клюв светло-розовый с желтоватым кончиком. Ротовая полость и язык, кроме кончика, оранжевые. Складки в углах рта и кончик языка светло-жёлтые. Слуховые проходы закрыты, но глаза прорезаны в виде узкой щели.
Кукушонок уже в первый день жизни устойчиво сидит, опираясь на пяточные мозоли, а голову с вздёрнутым клювом держит вверх. Через 5–6 часов после вылупления у него начинает проявляться рефлекс выбрасывания из гнезда посторонних предметов, который длится в течение 2–3 дней. Процесс выбрасывания одного яйца занимает 7–10 минут, с отдыхом в течение 1–2 минут. На второй день кукушонок уже справлялся с этим за 1 минуту и без отдыха. При обнаружении яйца или птенца птицы-воспитателя, кукушонок прислоняется к нему спиной и начинает передвигать к краю гнезда, после чего приподнимает его спиной и выбрасывает.
Увидев своих приёмных родителей, кукушонок принимает позу выпрашивания, запрокинув голову назад и открыв рот. Он может подолгу сидеть в такой позе несмотря на то, что корм уже давно находится у него в глотке — кукушонок проглотит пищу позднее.
Учёные отмечают, что развитие птенца малой кукушки проходит быстрее, чем у других видов кукушек. Например, потревоженный птенец может сесть на край гнезда уже в 15-дневном возрасте.

## В культуре
В Японии малая кукушка называется хототогису  (ホトトギス); её часто восхваляют за её песни, и она была любимейшей птицей средневековой писательницы Сэй-Сёнагон в её знаменитом описании придворной жизни в хэйанскую эпоху в Японии, Записки у изголовья. Кроме того, малая кукушка ключевой образ в 81-м стихотворении из антологии Хякунин иссю (100 стихотворений 100 поэтов), которое принадлежит поэту Готокудайдзи-но Садайдзину (1139—1192).
Я взглядом ищу:
Не там ли сейчас промелькнул
Кукушки голос?
Но нет! Одна лишь луна
Медлит в рассветном небе.
В корейской литературе песня малой кукушки воплощает звук печали.

## Галерея

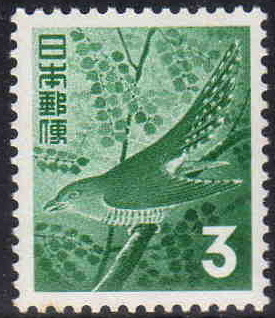
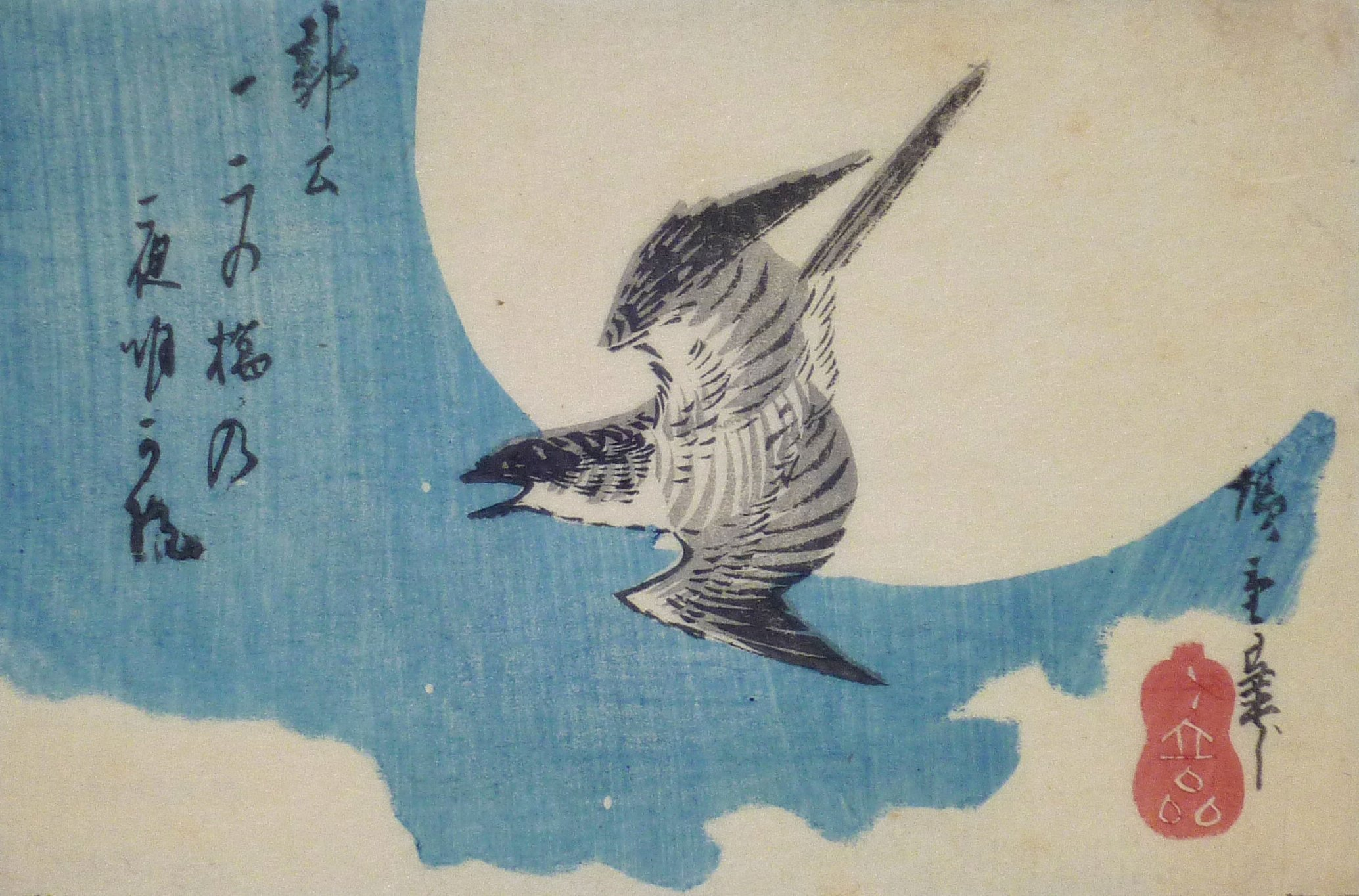
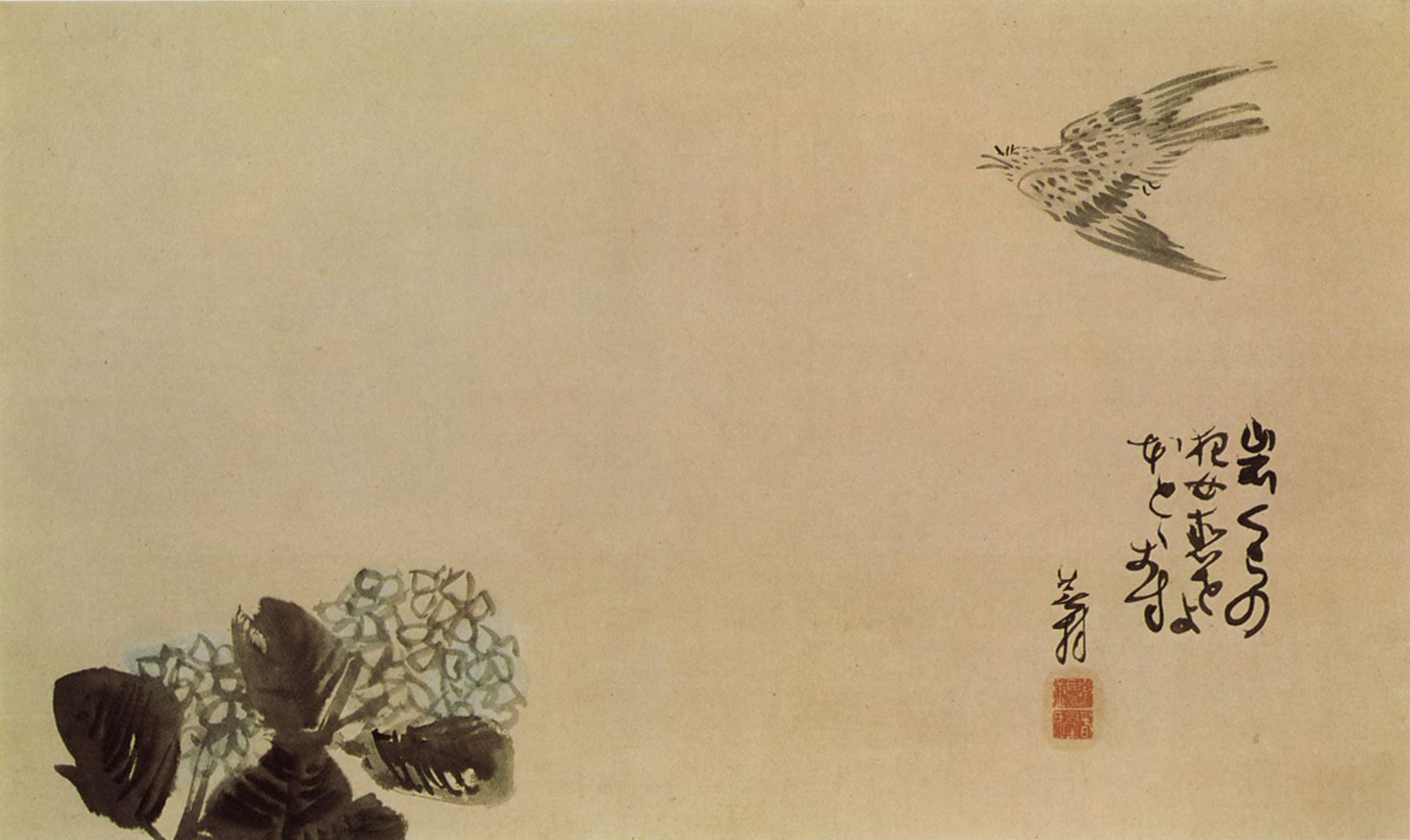